# Chapelle Sainte-Thérèse-de-l'Enfant-Jésus de Wintzenheim
La chapelle Sainte-Thérèse-de-l'Enfant-Jésus est un monument historique situé à Wintzenheim, dans le département français du Haut-Rhin.

## Localisation
Ce bâtiment est situé rue Herzog à Wintzenheim.

## Historique
L'édifice fait l'objet d'une inscription au titre des monuments historiques depuis 1984.